# Cantone di Pontrieux
Il Cantone di Pontrieux era una divisione amministrativa dell'Arrondissement di Guingamp.
A seguito della riforma approvata con decreto del 13 febbraio 2014, che ha avuto attuazione dopo le elezioni dipartimentali del 2015, è stato soppresso.

## Composizione
Comprendeva 8 comuni:
- Brélidy
- Ploëzal
- Plouëc-du-Trieux
- Pontrieux
- Quemper-Guézennec
- Runan
- Saint-Clet
- Saint-Gilles-les-Bois